# Крузе (Рабе), Иоганн
Иоганн Крузе или Иоганн Рабе (швед. Johan Cruse; предположительно ум. 1702, Мариенбург) — первый муж Марты Скавронской (будущей императрицы Екатерины I), шведский солдат, пропавший без вести.
Также есть версия, что Иоганн Рабе был не мужем Марты, а отцом. Таким образом, она оказывается этнической шведкой, а не лифляндкой, что могло быть нарочно скрываемо во времена Петра Великого.

## Муж
Сведения о личности мужа Марты Скавронской являются легендарными. 
Общепринятая версия гласит, что в 1702 году, накануне русского наступления на Мариенбург в ходе Северной войны, 17-летнюю Марту, бывшую у него в услужении, пастор Глюк выдал замуж за шведского драгуна-трубача Иоганна Крузе. Через несколько дней Крузе ушёл на войну и без вести пропал. А Марта попала в русский обоз и со временем стала женой императора
Эти легенды, как пишет биограф Екатерины I Николай Павленко, появились преимущественно уже после того, как Екатерина стала сначала супругой царя, а затем и императрицей.
Впрочем, ещё в 1710 году одну из этих легенд занёс в свой дневник датский посланник Юст Юль. По его словам, «Марта родилась от родителей весьма низкого происхождения в Лифляндии, в маленьком городке Мариенбурге, служила в Дерпте горничной у местного суперинтенданта Глюка и была помолвлена с шведским капралом Мейером. Свадьба их состоялась 14 июля 1704 года — как раз в тот день, когда Дерпт оказался в руках русского царя. Когда русские вступили в город, Марта в полном подвенечном уборе попалась на глаза одному русскому солдату". По словам Павленко, «в этом рассказе неверно практически всё: начиная от времени, когда Марта попала в плен, и кончая обстоятельствами, при которых она оказалась у царя».

### Сообщение Вильбуа
Француз Франц Вильбуа, находившийся на русской службе во флоте с 1698 года и женатый на дочери пастора Глюка, приводит историю в следующем виде: 
«[Жена пастора Глюка] оставила её у себя в качестве служанки, пока той не исполнилось 16 лет. Когда та достигла этого возраста, хозяйка решила, судя по поведению девушки, что ей скоро наскучит её положение (примечание Вильбуа: „Предполагают, что суперинтендант заметил, что, с одной стороны, его старший сын смотрел на эту служанку слишком благосклонно, чему не подобало быть в доме священника, а с другой стороны, девушка была не безразлична к тем взглядам, которые бросал на неё молодой человек, если эта игра уже не зашла дальше“). Вот почему её хозяева, боясь, что, несмотря на хорошее воспитание, которое они ей дали, природа может в самый неожиданный момент взять верх над рассудком, решили, что пришла пора быстро выдать её замуж за одного молодого брабанта — солдата, который находился в Мариенбургском гарнизоне. Девушка показалась ему приятной, и он попросил её руки. Не существовало никаких препятствий для выполнения церемониальных формальностей совершения брака, и если они не были выполнены с большой пышностью, то, тем не менее, было большое стечение народа, любопытствующего увидеть новобрачных. Можно найти не одного свидетеля, заслуживающего доверия, который помнит эту свадьбу. (…) Этот человек, поступив на службу к шведскому королю Карлу XII в качестве простого кавалериста, был вынужден через два дня после свадьбы покинуть свою жену, чтобы уйти со своим отрядом догонять войска шведского короля. Он прибыл в Польшу, где этот король вел войну с польским королём Августом. Екатерина в ожидании мужа осталась у Глюков».
Далее Вильбуа рассказывает, что этот солдат много лет спустя участвовал в Полтавской битве и попал в плен в числе прочих шведов. 1 января 1710 года он был проведен в триумфальном шествии по Москве. Там солдат сообщил военному комиссару о том, что является первым мужем Екатерины, желая облегчить свою участь, и за это он был «послан в самое отдаленное место Сибири. Как говорят некоторые из его соотечественников, которые там его видели, он прожил несколько лет и умер за три года до заключения мира между Ливонией и Россией, в конце 1721 года».
Петр и Екатерина венчались в 1712 году, Вильбуа был шафером на их свадьбе. О дальнейшей судьбе Екатерины в комментариях к его тексту написано: «В последние дни жизни Екатерины русский двор пребывал в великом волнении в связи с вопросом о её наследнике. Эта проблема вызвала даже спор, доходивший до грубости, между князем Меншиковым и министром герцога Гольштейнского Бассевичем. Князь Меншиков поддерживал права Великого князя Московского, внука Петра I и его первой жены, а Бассевич поддерживал претензии княгини Анны Гольштейнской и цесаревны Елизаветы — дочерей второй жены Петра I. Именно в этом споре Меншиков отмечал и доказывал порочность рождения дочерей Екатерины, которых он считал вдвойне незаконнорожденными, так как родились они в то время, когда брабант (муж Екатерины) и Евдокия (жена царя) были ещё живы. Если князь Меншиков и был неправ в этом случае, так лишь в том, что выражал свое мнение в столь неосмотрительных и непристойных терминах, что мне стыдно их вспоминать».

## Или отец
Словарь Половцева пишет: «Письмо пастора Гельстадиуса от 29-го июля 1725 г. и записка неизвестного автора, найденные в Упсальской библиотеке, называют отцом Екатерины полкового квартирмейстера Эльфсборгского полка Иоанна Рабе, из Гермюннаведа, „расположенного в Вестерготланде, Эльфсборгском лене, Осском уезде, Ронгндальской общине и Tоapпском приходе“. Около 1674 г. Иоанн Рабе ходил со своим полком в Лифляндию, где он и женился на вдове Елизавете Моритц из Риги. Вскоре полк был возвращен на родину и Рабе с женою поселился в Гермюннаведе, где у него и родилась дочь Екатерина, впоследствии императрица».

## В культуре
- Стихотворение Давида Самойлова «Солдат и Марта».